# Alexander Courage
Pour les personnes ayant le même patronyme, voir Courage (homonymie).
Alexander Courage est un compositeur de musique et arrangeur américain né le 10 décembre 1919 à Philadelphie, Pennsylvanie (États-Unis) et mort le 15 mai 2008 à Pacific Palisades (Los Angeles). Il est notamment en 1966 le compositeur du thème de la série télévisée Star Trek.

## Biographie
Il servit dans l'armée américaine pour l'USAAF durant la Seconde Guerre mondiale et trouva le temps de composer pour la radio.
Il a débuté aux studios Metro-Goldwyn-Mayer comme arrangeur et orchestrateur, travaillant sur nombre de comédies musicales (Show Boat, Gigi (en)).
Dans les années 1960, il se fait connaître en composant le célèbre thème de la série télévisée Star Trek, mais travailla également sur d'autres séries comme Perdus dans l'espace ou Voyage au fond des mers.
Il a également été un orchestrateur très sollicité, travaillant notamment avec André Prévin (My Fair Lady), John Williams (L'Aventure du Poséidon, Superman).
À partir des années 1990, il devient le collaborateur attitré de Jerry Goldsmith (succédant ainsi à Arthur Morton) et travaillera sur les orchestrations de Basic Instinct, Mulan ou La Momie notamment.

## Filmographie

### Comme compositeur

#### Cinéma
- 1950 : Chanson païenne (Pagan Love Song) de Robert Alton (non crédité)
- 1952 : La Belle de New York (The Belle of New York) de Charles Walters (non crédité)
- 1953 : Tous en scène (The Band Wagon) de Vincente Minnelli (non crédité)
- 1954 : Au fond de mon cœur (Deep in My Heart) de Stanley Donen (non crédité)
- 1955 : Mélodie interrompue (Interrupted Melody) de Curtis Bernhardt (non crédité)
- 1956 : Hot Rod Girl (en) de Leslie H. Martinson
- 1956 : Vive le rock (Shake, Rattle & Rock!) d'Edward L. Cahn
- 1957 : Sierra Stranger de Lee Sholem
- 1957 : Hot Rod Rumble (en) de Leslie H. Martinson
- 1957 : Undersea Girl de John Peyser
- 1958 : Handle with Care de David Friedkin
- 1958 : Le Gaucher (The Left Handed Gun) d'Arthur Penn
- 1959 : Tokyo After Dark de Norman T. Herman
- 1959 : L'habit ne fait pas le moine (Say One for Me) de Frank Tashlin (non crédité)
- 1959 : La Chevauchée des bannis (Day of the Outlaw) d'André de Toth
- 1962 : La plus belle fille du monde (Billy Rose's Jumbo) de Charles Walters (non crédité)
- 1963 : En suivant mon cœur ! (Follow the Boys) de Richard Thorpe (cocompositeur avec Ron Goodwin)
- 1964 : La Reine du Colorado (The Unsinkable Molly Brown) de Charles Walters (non crédité)
- 1964 : Trois Filles à Madrid (The Pleasure Seekers) de Jean Negulesco (non crédité)
- 1965 : Ne pas déranger SVP (Do Not Disturb) de Ralph Levy (non crédité)
- 1987 : Superman IV (Superman IV: The Quest for Peace) de Sidney J. Furie

#### Télévision

##### Séries télévisées
- 1960 : Le Grand prix (en) (National Velvet)
- 1964 : Daniel Boone (Daniel Boone)
- 1965 : Perdus dans l'espace (Lost in Space)
- 1966 : Star Trek
- 1969 : Médecins d'aujourd'hui (Medical Center)
- 1974 : Apple's Way (en)
- 1977 : Huit, ça suffit (Eight Is Enough)
- 1981 : Falcon Crest (Falcon Crest)

##### Téléfilms
- 1964 : My Son, the Witch Doctor
- 1967 : Police Story
- 1980 : The Waltons: A Decade of the Waltons
- 1982 : A Wedding on Walton's Mountain
- 1982 : Mother's Day on Waltons Mountain
- 1982 : A Day for Thanks on Walton's Mountain
- 1993 : A Walton Thanksgiving Reunion